# هامبروس بنک
هامبروس بنک (انگلیسی: Hambros Bank) شرکت خدمات مالی بریتانیایی است، که در سال ۱۸۳۹ تأسیس شد.